# Giuseppe Fioroni
Giuseppe Fioroni (né le 14 octobre 1958 à Viterbe, Latium) est un homme politique italien.

## Biographie
Diplômé en médecine et chirurgie, il a travaillé comme spécialiste de médecine interne et a été professeur des universités. En outre il est chercheur auprès de l'université catholique du Sacré-Cœur à Rome et membre de l'Institut supérieur de Santé italien.
Pendant sa jeunesse il adhère du mouvement jeune de la Démocratie chrétienne (DC) et est actif dans l'AGESCI, un mouvement scout. Par la suite il devient secrétaire de la fédération démocrate-chrétienne de Viterbe et est élu d'abord conseiller communal (it) et par la suite conseiller provincial. En 1989 il est élu maire de Viterbe.
En 1996 il est élu député à Viterbe pour L'Olivier, et devient responsable national pour la santé du Parti populaire italien. En 2001 il est réélu député en Sardaigne et s'inscrit au groupe parlementaire de La Marguerite, née de la fusion du Parti populaire avec d'autres forces politiques centristes. En 2006, il est élu député pour la troisième fois dans les listes de l'Olivier.
Le 17 mai 2006 il est nommé ministre de l'Éducation dans le deuxième gouvernement dirigé par Romano Prodi.